# Vũ công thoát y

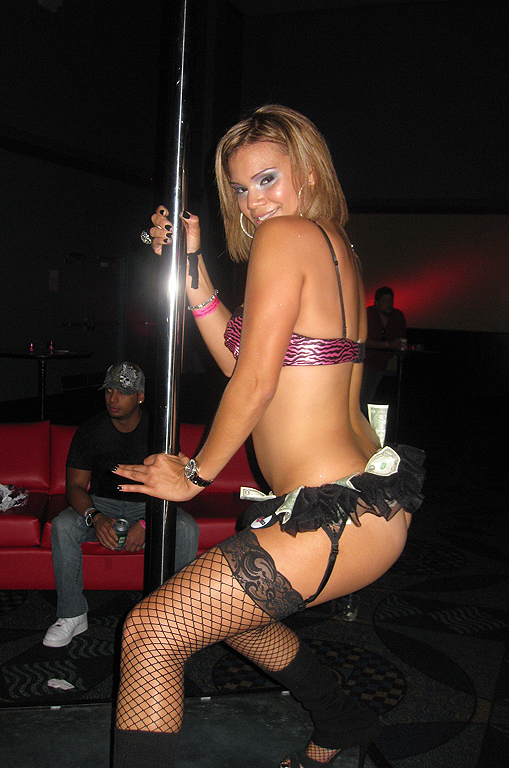
Một vũ nữ thoát y

Vũ công thoát y còn được gọi là thoát y vũ, vũ công khiêu dâm hoặc vũ công nhảy gợi dục  là những người phụ nữ biểu diễn một hình thức múa hiện đại với hình thức múa thoát y tại các tụ điểm giải trí như quán bar, vũ trường, hộp đêm, sàn nhảy hoặc những nơi triển lãm công cộng với hình ảnh đặc trưng là các vũ nữ múa cột (pole dance) với những cô gái uốn éo quanh những cái cột bằng kim loại sáng bóng. Việc biểu diễn múa thoát y gắn kết với sự tương tác của khách hàng và vũ công và theo đó là tốc độ cởi quần áo khi múa. Không phải tất cả vũ nữ thoát y sẽ kết thúc vai diễn của họ bằng cách hoàn toàn khỏa thân, mặc dù ảnh khoả thân là phổ biến mà pháp luật nhiều nước không cấm. Phần lớn ý kiến cho rằng các động tác trong múa cột mang tính gợi dục dù cố ý hay vô tình, và do đó không phù hợp với thuần phong mỹ tục của một số nước, chẳng hạn như ở Việt Nam và có ý kiến cho rằng vũ nữ thoát y là một hình thức mại dâm trá hình dưới dạng tiếp viên nữ ăn mặc hở hang và phục vụ cho mọi nhu cầu của khách hàng cùng với nhiều chiêu trò để câu tiền của khách hàng.